# مژده آر
مژده آر (ترکی استانبولی: Müjde Ar؛ زادهٔ ۲۱ ژوئن ۱۹۵۴) هنرپیشه اهل ترکیه است. وی از سال ۱۹۷۴ میلادی تاکنون مشغول فعالیت بوده‌است.